# インターミッション (映画用語)

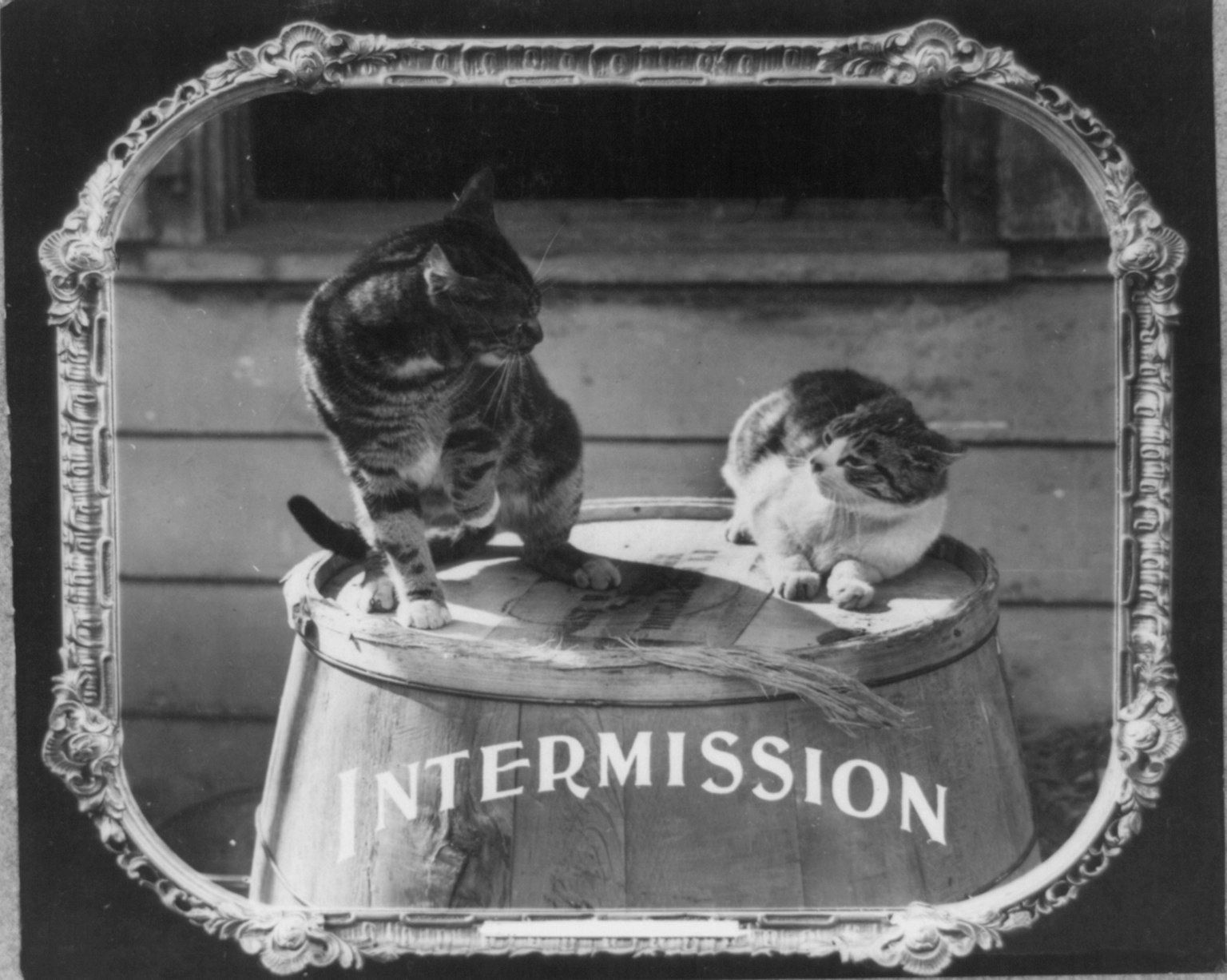
1912年頃、アメリカ合衆国で映画館のインターミッションに用いられた写真（アメリカ議会図書館蔵）。

インターミッション（英語: intermission）は、映画館で行われる途中休憩のことで、映画の中でも、上映時間が長時間となる上映途中に行われるものである。
映画館が勝手に上映を中断して休憩を入れているわけではなく、映画の制作者側が休憩を入れること、および休憩を入れる箇所を決めている。インターミッションのある映画は、2025年現在ではほとんど制作されなくなっている。

## 歴史
インターミッションは、フィーチャー映画（長編映画）の登場とともに誕生した。
映写の際、上映用フィルムを巻き取ったリールを映写機にセットして上映するが、リール1本に巻き取れるフィルムの長さには限界がある。このため、リールを2本以上必要とする長さの映画では、映写機にセットしたリールを交換する必要がある。
当時は、リール1本を上映し終わったら、途中休憩（インターミッション）を入れて、その間にリールを交換して、上映を再開していた。
その後、映画館ではフィルム映写機を2台設置するようになり、映写機を交互に使うことで、上映を途切れさせることなくリールを交換できるようになった。
その後、ノンリワインド装置が登場したり、フィルムを使わないデジタル上映が登場したため、リール交換そのものが不要になってきている。リール交換のたびに途中休憩を入れる必要は無くなっても、観客に休息を与えるためや、映画館での飲食物の売り上げを伸ばすため、インターミッションは入れられ続けていたが、2015年の段階ではインターミッションのある映画はほとんど制作されなくなっている。
長編映画に観客が慣れていないときは、観客に休息が必要ではあったが、長編映画に観客が慣れてしまうと、休息は不要となった。2015年の段階では、観客は2時間前後の上映時間を長いとは感じず、3時間近い作品であっても途中休憩が入らないことがほとんどである。
また、かつては4時間を超えるような映画も制作され、長編映画に慣れた観客でもさすがに休息が必要であったため、途中休憩が入れられていた。しかし、2015年の段階ではそのような長時間の映画はほとんど制作されなくなり、作ったとしても前後編に分けて公開し、入場料を2回取ることで採算を取るようになってきている。長編かどうかは関係なく現在でもインターミッションがあるボリウッド映画を除けば、インターミッションを用いることは一般的ではなくなった。
とはいえ、上映時間が2時間を超えるような長い映画を映画館で見るのをためらう傾向もあり、2023年のGEM Partnersの調査によると、普段あまり映画館に行かない人ほど上映時間を気にしていることが判明しているほか、トイレ休憩を設けてほしいという声もあったとしている。他方、2023年の映画『キラーズ・オブ・ザ・フラワームーン』（上映時間：3時間26分）は製作者の意向によりインターミッションは設けられなかったものの、一部の映画館が独自にインターミッションを入れたことに対し、製作会社が契約違反を指摘した。
このほか、旧作上映の際、公開当時はインターミッションがあっても、再上映の際の観客には上映時間の休息が必要ないと判断され、インターミッションが無くなる場合もある。
また、2作以上の作品を同枠で公開する所謂「同時上映」の場合や、旧作の再上映で初編と続編を連続上映するような場合は、フィルムの入れ替えが必要になるため、観客の休息も兼ねて休憩を入れるが、これは休憩前と休憩後で作品が別であるため、通常はインターミッションとは見做されない。

## インターミッションのある映画
日本で劇場公開された映画のうち、インターミッションのある主な作品を以下にあげる。
作品によっては、上映プリントにサウンドトラックのみが記述された映像の無いコマが設けてあり、インターミッション中も映写は続いており、場内には上映プリントに刻まれた音楽のみが流れる。この場合、その音楽（もしくはインターミッションそのもの）を間奏曲と呼んだりし、作品の上映分数にインターミッションの時間も含まれている。

### 洋画
- 1915年 - 190分 - 『国民の創生』
- 1936年 - 185分 - 『巨星ジーグフェルド』
- 1938年 - 157分 - 『マリー・アントアネットの生涯』
- 1939年 - 222分 - 『風と共に去りぬ』
- 1940年 - 125分 - 『ファンタジア』
- 1943年 - 170分 - 『誰が為に鐘は鳴る』
- 1944年 - 177分 - 『君去りし後』
- 1956年 - 208分 - 『戦争と平和』
- 1956年 - 232分 - 『十戒』
- 1956年 - 169分 - 『八十日間世界一周』
- 1958年 - 171分 - 『南太平洋』
- 1959年 - 212分 - 『ベン・ハー』
- 1960年 - 184分 - 『スパルタカス』
- 1961年 - 186分 - 『ニュールンベルグ裁判』
- 1961年 - 158分 - 『ウエスト・サイド物語』
- 1961年 - 184分 - 『エル・シド』
- 1962年 - 178分 - 『史上最大の作戦』
- 1962年 - 216分 - 『アラビアのロレンス』
- 1962年 - 165分 - 『西部開拓史』
- 1963年 - 244分 - 『クレオパトラ』
- 1963年 - 161分 - 『おかしなおかしなおかしな世界』
- 1963年 - 172分 - 『大脱走』
- 1963年 - 194分 - 『ローマ帝国の滅亡』
- 1963年 - 155分 - 『北京の55日』
- 1964年 - 173分 - 『マイ・フェア・レディ』
- 1965年 - 174分 - 『サウンド・オブ・ミュージック』
- 1965年 - 197分 - 『ドクトル・ジバゴ』
- 1966年 - 175分 - 『天地創造』
- 1966年 - 173分 - 『パリは燃えているか』（パラマウントのロゴマークをバックにインターミッションとテロップされる）
- 1966年 - 167分 - 『バルジ大作戦』
- 1966年 - 183分 - 『砲艦サンパブロ』
- 1967年 - 168分 - 『遥か群衆を離れて』
- 1968年 - 142分 - 『2001年宇宙の旅』
- 1968年 - 160分 - 『北極の基地/潜航大作戦』
- 1970年 - 172分 - 『パットン大戦車軍団』
- 1970年 - 195分 - 『ライアンの娘』
- 1970年 - 144分 - 『トラ・トラ・トラ!』（日米合作）
- 1972年 - 116分 - 『大いなる勇者』
- 1972年 - 237分 - 『ルートヴィヒ』
- 1974年 - 200分 - 『ゴッドファーザー PART II』
- 1976年 - 316分 - 『1900年』
- 1978年 - 183分 - 『ディア・ハンター』
- 1979年 - 132分 - 『スタートレック』
- 1980年 - 219分 - 『天国の門』
- 1981年 - 194分 - 『レッズ』
- 1982年 - 188分 - 『ガンジー』
- 1982年 - 311分 - 『ファニーとアレクサンデル』
- 1984年 - 229分 - 『ワンス・アポン・ア・タイム・イン・アメリカ』
- 1993年 - 195分 - 『シンドラーのリスト』
- 1996年 - 242分 - 『ハムレット』
- 2003年 - 366分 - 『輝ける青春』
- 2003年（2005年劇場公開） - 250分 - 『ロード・オブ・ザ・リング/王の帰還 スペシャル・エクステンデッド・エディション』
- 2010年 - 399分 - 『ジョルダーニ家の人々』
- 2010年 - 267分 - 『ミステリーズ 運命のリスボン』
- 2022年 - 182分 - 『RRR』（日本公開時当初はインターミッションなし）[6]
- 2024年 - 215分 - 『ブルータリスト』[7]

### 日本映画
- 1954年 - 207分 - 『七人の侍』
- 1959年 - 182分 - 『日本誕生』
- 1959年 - 1961年 - 計571分 - 『人間の條件』
  - 3度に分けて公開され、それぞれにインターミッションを挟んだ全6部構成で日本最長の映画である。
- 1965年 - 185分 - 『赤ひげ』
- 1968年 - 162分 - 『クレージーメキシコ大作戦』
- 1968年 - 196分 - 『黒部の太陽』
- 1969年 - 175分 - 『栄光への5000キロ』
- 1970-1973年 - 197分・179分・187分 - 『戦争と人間』
  - 3度に分けて公開され、それぞれにインターミッションを挟んだ全6部構成で『人間の條件』に次ぐ日本で2番目に長い映画である。
- 1971年 - 149分 - 『激動の昭和史 沖縄決戦』
- 1973年 - 136分 - 『宮本武蔵』
- 1974年 - 211分 -『華麗なる一族』
- 1974年 - 197分 - 『あゝ決戦航空隊』
- 1976年 - 181分 - 『不毛地帯』
- 1980年 - 150分 - 『動乱』
- 1980年 - 185分 - 『二百三高地』
- 1982年 - 180分 - 『大日本帝国』
- 1983年 - 277分 - 『東京裁判』
- 1998年 - 160分 - 『新世紀エヴァンゲリオン劇場版 DEATH (TRUE)² / Air / まごころを、君に』[8]
- 2008年 - 237分 - 『愛のむきだし』
- 2009年 - 202分 - 『沈まぬ太陽』
- 2010年 - 278分 - 『ヘヴンズ ストーリー』
- 2015年 - 317分 - 『ハッピーアワー』
- 2020年 - 228分 - 『本気のしるし〈劇場版〉』[9]

## 参考

### インターミッションのない映画
劇場公開時の上映時間が3時間を超えても、インターミッションを入れない映画もある。以下は、その主なもの。

#### 洋画（休憩なし）
- 1963年（1981年劇場公開） - 187分 - 『山猫 イタリア語版』
- 1990年 - 181分 - 『ダンス・ウィズ・ウルブズ』
- 1991年 - 236分 - 『牯嶺街少年殺人事件』
- 1997年 - 194分 - 『タイタニック』
- 1999年 - 181分 - 『太陽の雫』
- 1999年 - 188分 - 『グリーンマイル』
- 1999年 - 188分 - 『マグノリア』
- 2003年 - 201分 - 『ロード・オブ・ザ・リング/王の帰還』
- 2001年（2005年劇場公開） - 208分 - 『ロード・オブ・ザ・リング スペシャル・エクステンデッド・エディション』
- 2002年（2005年劇場公開） - 223分 - 『ロード・オブ・ザ・リング/二つの塔 スペシャル・エクステンデッド・エディション』
- 2005年 - 188分 - 『キング・コング』
- 2013年 - 180分 - 『アデル、ブルーは熱い色』
- 2014年 - 196分 - 『雪の轍』
- 2016年 - 228分 - 『立ち去った女』
- 2018年 - 234分 - 『象は静かに座っている』
- 2019年 - 181分 - 『アベンジャーズ/エンドゲーム』
- 2019年 - 209分 - 『アイリッシュマン』
- 2021年 - 242分 - 『ジャスティス・リーグ:ザック・スナイダーカット』
- 2022年 - 192分 - 『アバター:ウェイ・オブ・ウォーター』
- 2022年 - 185分 - 『バビロン』
- 2023年 - 206分 - 『キラーズ・オブ・ザ・フラワー・ムーン』
- 2023年 - 180分 - 『オッペンハイマー』

#### 日本映画（休憩なし）
- 1980年 - 180分 - 『影武者』
- 2000年 - 217分 - 『EUREKA』

### 前後編に分けて公開された映画
以下は、前後編に分けて公開された主な映画。

#### 洋画（前後編）
- 1989年・1990年 - 108分・118分 - 『バック・トゥ・ザ・フューチャー PART2』『バック・トゥ・ザ・フューチャー PART3』
- 2003年 - 138分・129分 - 『マトリックス リローデッド』『マトリックス レボリューションズ』
- 2003年・2004年 - 111分・136分 - 『キル・ビル』『キル・ビル Vol.2』
- 2008年 - 132分・133分 - 『チェ 28歳の革命』『チェ 39歳 別れの手紙』
- 2008年 - 114分・132分 - 『ジャック・メスリーヌ フランスで社会の敵No.1と呼ばれた男 Part1 ノワール編』『ジャック・メスリーヌ フランスで社会の敵No.1と呼ばれた男 Part2 ルージュ編』
- 2008年・2009年 - 145分・144分 - 『レッドクリフ PartI』『レッドクリフ PartII -未来への最終決戦-』
- 2010年・2011年 - 146分・130分 - 『ハリー・ポッターと死の秘宝 PART1』『ハリー・ポッターと死の秘宝 PART2』
- 2011年 - 144分・132分 - 『セデック・バレ 第一部 太陽旗』『セデック・バレ 第二部 虹の橋』
- 2011年・2012年 - 117分・116分 - 『トワイライト・サーガ/ブレイキング・ドーン Part1』『トワイライト・サーガ/ブレイキング・ドーン Part2』
- 2013年 - 117分・123分 - 『ニンフォマニアック Vol.1』『ニンフォマニアック Vol.2』
- 2014年・2015年 - 123分・137分 - 『ハンガー・ゲーム FINAL: レジスタンス』『ハンガー・ゲーム FINAL: レボリューション』
- 2014年・2015年 - 129分・126分 - 『The Crossing ザ・クロッシングPart I』『The Crossing ザ・クロッシング Part II』
- 2023年・2025年 - 163分・169分　- 『ミッション:インポッシブル/デッドレコニング PART ONE』『ミッション:インポッシブル/ファイナル・レコニング』
- 2023年・未定 - 140分・不明 - 『スパイダーマン:アクロス・ザ・スパイダーバース』『スパイダーマン:ビヨンド・ザ・スパイダーバース』[10][11]
- 2024年・2025年 - 160分・不明 - 『ウィキッド ふたりの魔女』『ウィキッド:フォー・グッド』

#### 日本映画（前後編）
日本映画においては、2010年前後、人気ドラマの映画化作品『のだめカンタービレ 最終楽章』『SP THE MOTION PICTURE』など以降、前後編2部作の形で公開される大作映画が多くなった。これらの作品はプロモーションなども大々的に行われる傾向が大きいが、興行収入は物語の完結する後編の収入が前編よりも下がる傾向がある。
- 2006年 - 126分・140分 - 『デスノート』『デスノート the Last name』
- 2009年・2010年 - 121分・123分 - 『のだめカンタービレ 最終楽章 前編』『のだめカンタービレ 最終楽章 後編』
- 2010年・2011年 - 98分・128分 - 『SP THE MOTION PICTURE 野望篇』『SP THE MOTION PICTURE 革命篇』
- 2011年 - 130分・141分 - 『GANTZ』『GANTZ PERFECT ANSWER』
- 2012年 - 123分・121分 - 『僕等がいた 前篇』『僕等がいた 後篇』
- 2013年 - 115分・54分 - 『マダム・マーマレードの異常な謎 出題編』『ナゾトキネマ マダム・マーマレードの異常な謎 解答編』
- 2013年 - 95分・91分 - 『劇場版 SPEC〜結〜 漸ノ篇』『劇場版 SPEC〜結〜 爻ノ篇』
- 2014年 - 139分・135分 - 『るろうに剣心 京都大火編』『るろうに剣心 伝説の最期編』
- 2014年・2015年 - 111分・120分 - 『リトル・フォレスト 夏・秋』『リトル・フォレスト 冬・春』
- 2014年・2015年 - 109分・117分 - 『寄生獣』『寄生獣 完結編』
- 2015年 - 121分・146分 - 『ソロモンの偽証 前篇・事件』『ソロモンの偽証 後篇・裁判』
- 2015年 - 98分・87分 - 『進撃の巨人 ATTACK ON TITAN』『進撃の巨人 ATTACK ON TITAN エンド オブ ザ ワールド』
- 2016年 - 111分・102分 - 『ちはやふる 上の句』『ちはやふる 下の句』
- 2016年 - 121分・119分 - 『64 ロクヨン 前編』『64 ロクヨン 後編』
- 2017年 - 139分・140分 - 『3月のライオン 前編』『3月のライオン 後編』
- 2017年 - 103分・125分 - 『サクラダリセット 前篇』『サクラダリセット 後篇』
- 2017年 - 157分・147分 - 『あゝ、荒野前篇』『あゝ、荒野 後篇』
- 2021年 - 138分・137分 - 『るろうに剣心 最終章 The Final』『るろうに剣心 最終章 The Beginning』
- 2022年 - 125分・142分 - 『鋼の錬金術師 完結編 復讐者スカー』『鋼の錬金術師 完結編 最後の錬成』
- 2022年 - 120分・123分 - 『東京2020オリンピック side:A』、『東京2020オリンピック side:B』
- 2023年 - 134分・119分 - 『仕掛人・藤枝梅安（一）』、『仕掛人・藤枝梅安（二）』
- 2023年 - 80分・80分 - 『劇場版 美少女戦士セーラームーンCosmos 前編』『劇場版 美少女戦士セーラームーンCosmos 後編』
- 2023年 - 90分・96分 - 『東京リベンジャーズ2 血のハロウィン編 -運命-』、『東京リベンジャーズ2 血のハロウィン編 -決戦-』
- 2023年 - 99分・106分 - 『セフレの品格 初恋』、『セフレの品格 決意』
- 2024年 - 120分・120分 - 『デッドデッドデーモンズデデデデデストラクション 前章』、『デッドデッドデーモンズデデデデデストラクション 後章』
- 2024年 - 91分・77分 - 『劇場総集編 ぼっち・ざ・ろっく! Re:』、『劇場総集編 ぼっち・ざ・ろっく! Re:Re:』
- 2024年 - 115分・117分 - 『室井慎次 敗れざる者』、『室井慎次 生き続ける者』
- 2025年 - 102分・99分 - 『女神降臨 Before 高校デビュー編』、『女神降臨 After プロポーズ編』